# Arabis collina
Arabis collina là một loài thực vật có hoa trong họ Cải. Loài này được Ten. mô tả khoa học đầu tiên năm 1811.